# Pieter Johan van Berckel

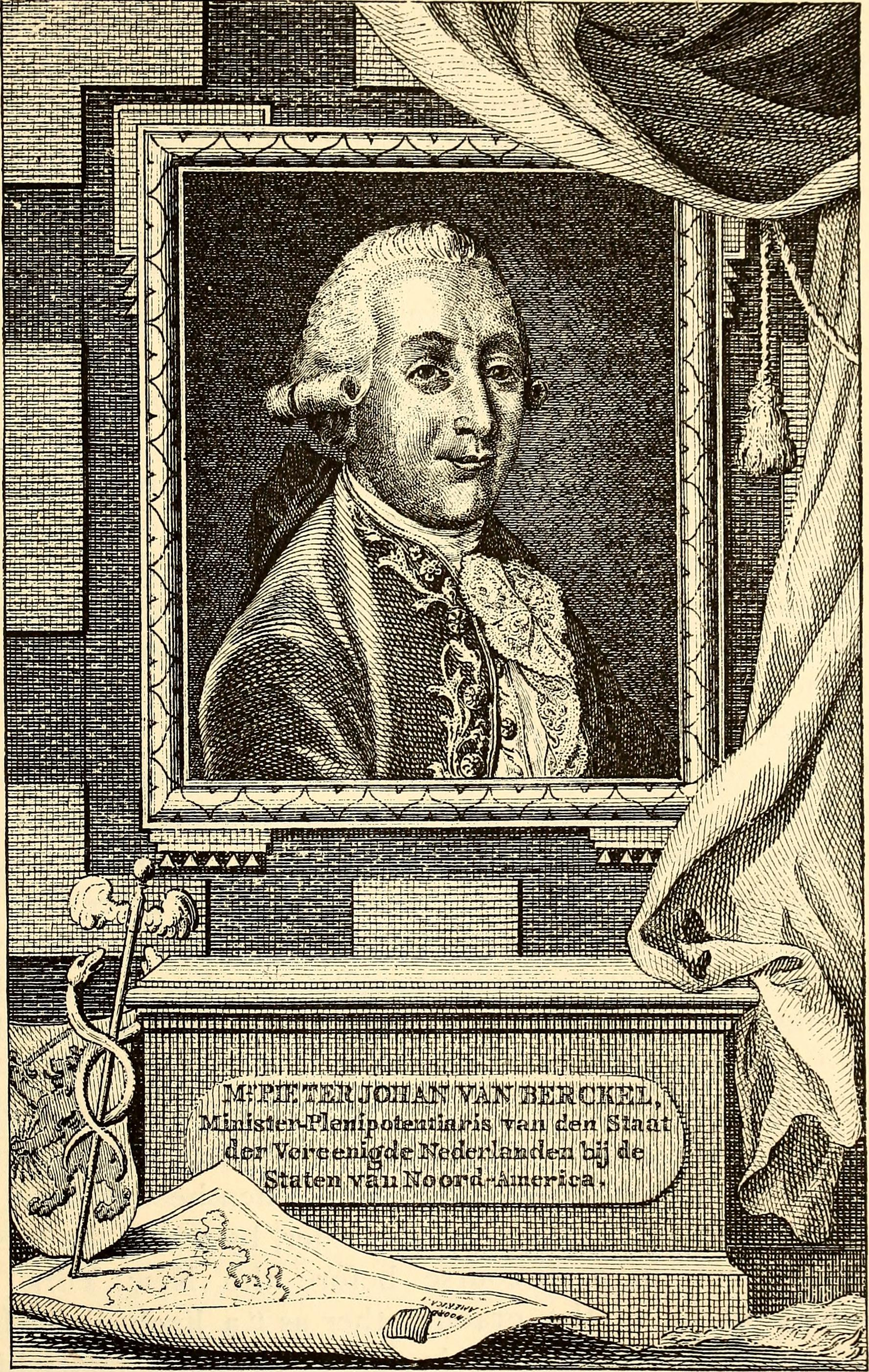
Pieter Johan van Berckel

Pieter Johan van Berckel (Rotterdam, januari 1725 – Newark, 27 december 1800) was een burgemeester van Rotterdam en de eerste Nederlandse gezant in de Verenigde Staten van Amerika.

## Biografie
Pieter Johan van Berckel was een zoon van Engelbert van Berckel, bewindvoerder van de VOC Kamer Rotterdam, en van Theodora Petronella van Hogendorp. Hij werd op 21 januari 1725 gedoopt in de Laurenskerk te Rotterdam. Zowel zijn vader als zijn moeder kwamen uit bekende Rotterdamse regentengeslachten. Pieter Johan studeerde rechten aan de Universiteit van Utrecht. Zijn bestuurlijke loopbaan begon in 1745 met een benoeming tot secretaris van de Rotterdamse vredemakerskamer.
Hij trouwde op 11 mei 1757 te Rotterdam met Geertruid Margaretha du Bois (1736-1803), dochter van Franco Daniël du Bois, bewindvoerder van de WIC en Ignatia Maria Visch. Zij kregen zeven kinderen.
Op 6 juli 1757 kocht hij de heerlijkheden Uitwijk en Nederveen. In 1760 werd hij lid van de vroedschap van Rotterdam waarin hij een reeks van verschillende functies bekleedde. Als
koopman stichtte hij in 1769  een comptoir van negotie om leningen te verstrekken aan planters in Suriname en Demerara. In 1781 en 1782 was hij burgemeester van Rotterdam. Als gedeputeerde ter dagvaart” vertegenwoordigde hij een aantal malen Rotterdam bij de vergaderingen van de Staten-Generaal.

## Van Berckel als eerste buitenlandse gezant in de V.S.
Op 4 maart 1783 werd Van Berckel benoemd tot de eerste minister plenipotentiaris (ambassadeur) in Amerika. Zijn verkiezing had enige voeten in de aarde, vanwege een prinsgezinde tegenkandidaat. Van Berckel vertrok op 26 juni op de Overijssel naar Philadelphia, begeleid door Gijsbert Karel van Hogendorp en Carel de Vos van Steenwijk. Van Berckel had schriftelijk laten weten dat hij een koets met zes paarden nodig had, en twee Amsterdamse kooplieden zou meenemen die geld wilden investeren in de Bank of Pennsylvania.
Van Berckel en de afvaardiging uit de Republiek was vijftien weken onderweg geweest vanwege slechte weer voor de kust. Op 11 oktober kwam hij aan in Philadelphia en moest zich behelpen met een appartement in de City Tavern.
Van Berckel was teleurgesteld dat er geen koets en paarden klaar stonden, er geen huis voor hem beschikbaar was en dat het congres vertrokken was uit Philadelphia naar Princeton.

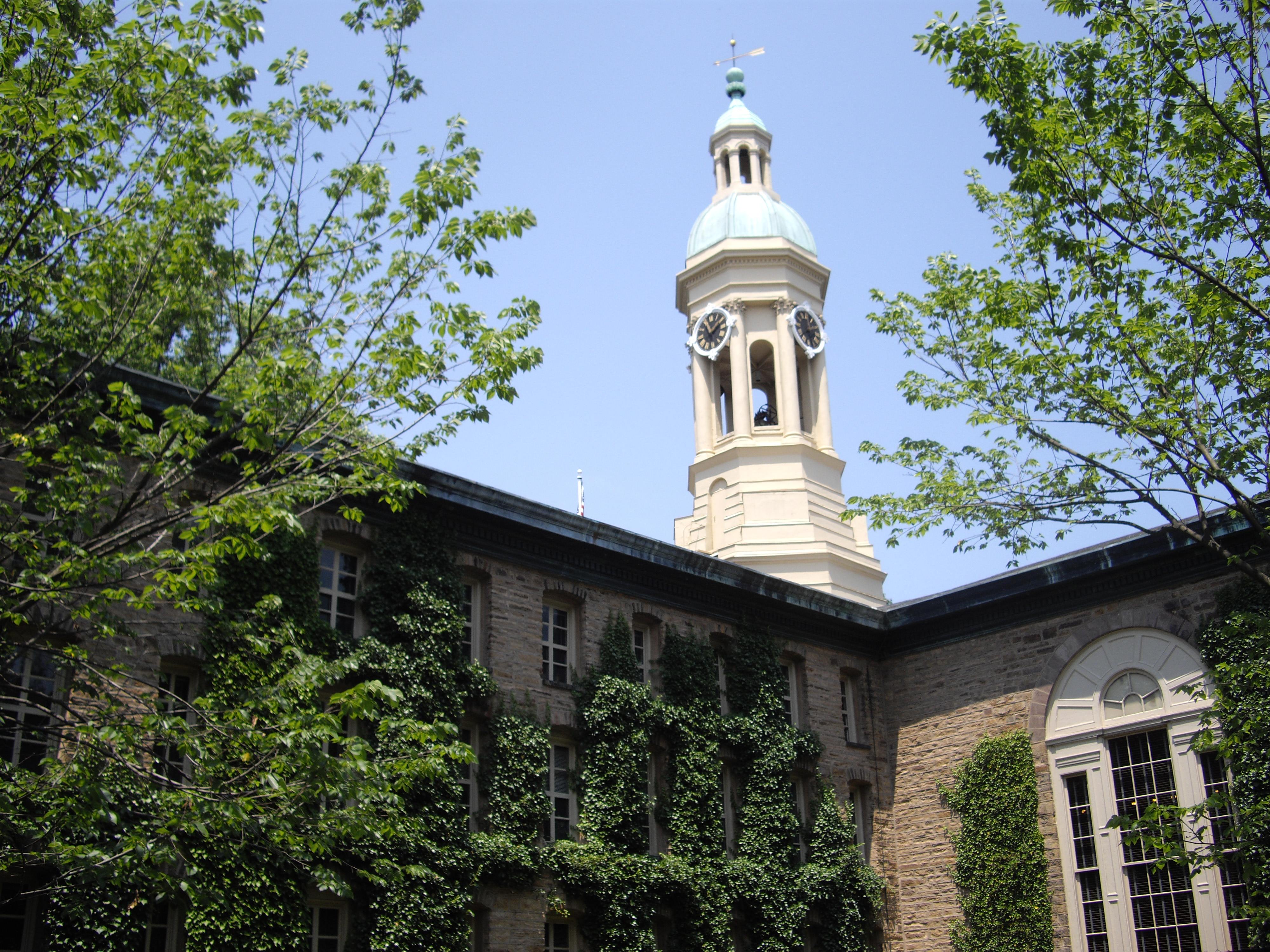
Nassau Hall

Princeton was sinds vier maanden de hoofdstad van de VS, een dorp met slechts 75 huizen, maar met meerdere goede herbergen voor de 22 congresleden. Van Berckel overhandigde op zaterdag 31 oktober zijn geloofsbrieven aan het Congres van de Confederatie in Nassau Hall, tegenwoordig de bibliotheek van de Universiteit van Princeton. Hij werd er hartelijk verwelkomd.
Op 11 januari 1785 ontmoette hij John Jay, de tweede minister van Buitenlandse Zaken, en een fel tegenstander van slavernij.
In een brief aan Jay van 13 februari 1785 zette Van Berckel zijn visie op de Keteloorlog uiteen.
Van Berckel was formeel deel blijven uitmaken van het Rotterdamse bestuur, maar toen de Orangisten weer aan de macht kwamen werd hij op 30 januari 1788 door de Staten-Generaal der Nederlanden of door Willem V ontslagen als lid van de Rotterdamse vroedschap. Op 25 augustus 1788 legde hij ook zijn ambt van ambassadeur neer en werd in 1789 opgevolgd door zijn zoon Franco Petrus.
Of hij na zijn afscheid als ambassadeur nog in Nederland is geweest is niet bekend. Hij overleed in Newark (New Jersey) op 27 december 1800.
Carel de Vos van Steenwijk legde verslag van zijn grand tour en beschreef de bezoeken aan en met Van Berckel.

## Familiewapen
In blauw: drie gouden sterren. Helmteken: een gouden ster tussen twee olifantstrompen. Schildhouders: twee aanziende wildemannen van natuurlijke kleur, in de buitenste hand een bij de voet geplaatste knots houdende. Wapenspreuk: Stella duce (onder leiding van de ster).
- Biografisch Portaal: 49652106
- Digitale Bibliotheek voor de Nederlandse Letteren: berc047
- Gemeinsame Normdatei: 1024427293
- International Standard Name Identifier: 0000 0003 7618 4996
- Nederlandse Thesaurus van Auteursnamen: 16010615X
- Virtual International Authority File: 253110847